# ハワード・ディヴォート
ハワード・ディヴォート（Howard Devoto、出生名：ハワード・アンドリュー・トラフォード Howard Andrew Trafford、1952年3月15日 - ）は、イギリス・スカンソープ出身の歌手、シンガーソングライター。

## 略歴
1952年、リンカンシャーのスカンソープに生まれ、ヌニートンやリーズで育つ。セックス・ピストルズにインスパイアされ、1976年にパンク・ロックバンド、バズコックスを結成しボーカルとしてデビューするが、翌年2月に脱退。同年にマガジンを結成する。
マガジン解散後にソロ活動を開始し、1983年にソロデビューアルバム『Jerky Versions of the Dream』をリリース。1988年にリヴァプール出身のミュージシャンであるノコとラグジェリアという短期間のユニットを結成、1990年に解散。1990年代の大半は音楽業界から離れ写真エージェンシーに勤めるが、ロックバンドマンサンに歌詞提供・ボーカル提供を行うなど、一時的に音楽に携わった（マンサンは後にマガジンの楽曲「Shot by Both Sides」をカバーしアルバムに収録した）。
2001年にバズコックスのバンドメイトだったピート・シェリーと共にシェリーディヴォートというユニットを結成。翌2002年3月に唯一のアルバム『Buzzkunst』をリリース。2009年にマガジンを再結成した。

## ソロ作品

### アルバム
- Jerky Version of the Dream （1983年） 全英57位

### シングル
- "Rany Season" （1983年）
- "Cold Imagination" （1983年）